# Кливланд (Мисури)
Кливланд (енгл. Cleveland) град је у америчкој савезној држави Мисури.

## Демографија
По попису из 2010. године број становника је 661, што је 69 (11,7%) становника више него 2000. године.
| Група             | 2000.       | 2010.       |
| Белци             | 566 (95,6%) | 620 (93,8%) |
| Афроамериканци    | 1 (0,2%)    | 1 (0,2%)    |
| Азијати           | 5 (0,8%)    | 6 (0,9%)    |
| Хиспаноамериканци | 8 (1,4%)    | 14 (2,1%)   |
| Укупно            | 592         | 661         |